# SMC4
SMC4‏ (Structural maintenance of chromosomes 4) هوَ بروتين يُشَفر بواسطة جين SMC4 في الإنسان.